# Elecciones al Parlamento Europeo de 1994 (Alemania)
En las elecciones al Parlamento Europeo de 1994 en Alemania, celebradas el 12 de junio de ese año, se escogió a los representantes alemanes para la tercera legislatura del Parlamento Europeo. Estas fueron las primeras elecciones al Parlamento Europeo celebradas tras la reunificación del país. El número de escaños asignado a Alemania pasó de 81 a 99.

## Resultado
| Datos de participación | Datos de participación | Datos de participación |
| ---------------------- | ---------------------- | ---------------------- |
| Censo electoral        | 60.473.927             | 100%                   |
| Votos                  | 36.295.529             | 60,0%                  |
| Abstención             | 24.178.398             | 40,0%                  |
| Votos a candidaturas   | 35.411.414             | 97,6%                  |

| ← Elecciones al Parlamento Europeo de 1994 →                            |            |        |         |     |
| Partido                                                                 | Votos      | %      | Escaños | +/- |
| Partido Socialdemócrata de Alemania (SPD)                               | 11.389.697 | 32,16% | 40      | +9  |
| Unión Demócrata Cristiana de Alemania (CDU)                             | 11.346.073 | 32,04% | 39      | +14 |
| Alianza '90/Los Verdes (B'90/GRÜNEN)                                    | 3.563.268  | 10,06% | 12      | +4  |
| Unión Social Cristiana de Baviera (CSU)                                 | 2.393.374  | 6,76%  | 8       | +1  |
| Partido del Socialismo Democrático (PDS)                                | 1.670.316  | 4,72%  | 0       | =   |
| Partido Democrático Libre (FDP)                                         | 1.442.857  | 4,07%  | 0       | -4  |
| Los Republicanos (REP)                                                  | 1.387.070  | 3,92%  | 0       | -6  |
| Bund freier Bürger – Offensive für Deutschland (BFB)                    | 385.676    | 1,09%  | 0       | =   |
| Die Grauen – Graue Panther (GRAUE)                                      | 275.866    | 0,78%  | 0       | =   |
| Partido Ecológico-Democrático (ÖDP)                                     | 273.776    | 0,77%  | 0       | =   |
| Autofahrer- und Bürgerinteressenpartei Deutschlands (APD)               | 231.265    | 0,65%  | 0       | =   |
| Statt Partei - Die Unabhängigen (STATT)                                 | 168.738    | 0,48%  | 0       | =   |
| Partei der Arbeitslosen und Sozial Schwachen (PASS)                     | 127.104    | 0,36%  | 0       | =   |
| Partido de Baviera (BP)                                                 | 110.778    | 0,31%  | 0       | =   |
| Neues Forum (FORUM)                                                     | 107.615    | 0,30%  | 0       | =   |
| Partei Bibeltreuer Christen (PBC)                                       | 93.210     | 0,26%  | 0       | =   |
| Naturgesetz                                                             | 92.031     | 0,26%  | 0       | =   |
| Deutsche Soziale Union (DSU)                                            | 80.618     | 0,23%  | 0       | =   |
| Partido Nacionaldemócrata de Alemania (NPD)                             | 77.227     | 0,22%  | 0       | =   |
| Christliche Mitte (CM)                                                  | 66.766     | 0,19%  | 0       | =   |
| LIGA                                                                    | 40.115     | 0,11%  | 0       | =   |
| Autonome                                                                | 37.672     | 0,11%  | 0       | =   |
| Bürgerrechtsbewegung Solidarität (BüSo)                                 | 23.851     | 0,07%  | 0       | =   |
| PEAD                                                                    | 12.992     | 0,04%  | 0       | =   |
| Partei für Soziale Gleichheit, Sektion der Vierten Internationale (PSG) | 10.678     | 0,03%  | 0       | =   |
| Partido de las Familias de Alemania (FAMILIE)                           | 2.781      | 0,01%  | 0       | =   |